# Vitessa gritschroeerae
Vitessa gritschroeerae is een vlinder uit de familie van de snuitmotten (Pyralidae). De wetenschappelijke naam van de soort is voor het eerst geldig gepubliceerd in 2000 door Buchsbaum.